# 社會民主黨 (愛沙尼亞)
社會民主黨（簡稱SDE），是愛沙尼亞的社會民主主義政黨，領導人是劳里·莱内梅茨（2022年上任）。在1990年11月成為國際社會主義者成員並且在2003年5月16日加入歐洲社會主義政黨派系。
前身是溫和人民黨（Rahvaerakond Mõõdukad），在2003年於愛沙尼亞國會（Riigikogu）保住6個議席。它在2004歐洲議會選舉中成功贏得36.8%國家票（即3個歐洲議會議席）。

## 歷史

### 1917年-1940年
愛沙尼亞的社會民主在20世紀的初期誕生。愛沙尼亞的社會民主受到西歐和俄國社會民主的影響。在1905年的革命社會民主的想法被廣泛地流傳。1917 年社會民主人士組成了他們的黨，最初名字是愛沙尼亞的社會民主黨協會。他們的意圖是愛國的並且他們為愛沙尼亞的獨立和社會正義戰鬥了。後來，改為愛沙尼亞社會民主工人黨，並寫下第一個愛沙尼亞人的憲法，用民主方法解決農村的問題。
1925年他們加入愛沙尼亞獨立社會工人黨，改名為愛沙尼亞社會工人黨。在1924-1925及1928-1929期間獲得權力。在愛沙尼亞是個十分出名的最大黨。他們聯絡歐洲其他社會民主派，更加入工人及社會主義者國際。
他們創立文化自主法律讓他們宣傳文化及教育生活。1935年，民主時期結束，他們被逼關閉。第二次世界大戰時期蘇聯大舉侵佔，他們逃亡到自由世界，在瑞典斯德哥爾摩繼續他們的工作。

### 1989年-今日
在戈爾巴喬夫的經濟改革（Perestroika）時代期間愛沙尼亞的社會民主黨是從社會民主運動誕生。其民主運動如下：愛沙尼亞民主工人黨，愛沙尼亞社會民主獨立黨，俄羅斯社會民主黨在愛沙尼亞及愛沙尼亞社會黨國外聯會（正在流亡的前愛沙尼亞社會工人黨）。愛社民黨（ESDP）的第一個領袖是Marju Lauristin。1990年從新接觸社會黨國際。1992及1995年跟愛沙尼亞農村中心黨組成選舉聯盟。1996年被打敗後改名為Mõõdukad（溫和派），並以此為競選的名稱。1999年他們加入人民黨（農民中間派）。2004年2月7日他們自稱為愛沙尼亞社會民主黨。他們的理念是可行的社會市場模式、公平、社會公義、團結及福利國家。他們的領袖是伊瓦爾·帕達爾（Ivari Padar）。2005年5月10日前社會自由黨員彼得·克雷茨貝格（Peeter Kreitzberg）及斯文·米克塞尔加入了他們的陣營。

## 黨領袖
- Marju Lauristin，1990年-1995年
- Eiki Nestor，1995年-1996年
- 安德烈斯· 塔蘭德（Andres Tarand），1996年-2001年
- 托馬斯·亨德里克·伊爾維斯（Toomas Hendrik Ilves），2001年-2002年
- 伊瓦爾·帕達爾（Ivari Padar），2002年-2009年
- Jüri Pihl，2009年-2010年
- 斯文·米克塞尔，2010年-2015年
- 葉夫格尼·奧辛諾夫斯基,2015年-2019年
- 因德雷克·萨尔（英语：Indrek Saar），2019年-2022年
- 劳里·莱内梅茨，2022年-至今

## 國會選舉結果
- 1992年，101個議席中獲得12個議席
- 1995年，6席
- 1999年，17席
- 2003年，6席
- 2007年，10席
- 2011年，19席
- 2015年，15席
- 2019年，10席
- 2023年，9席

## 執政時期
1992年-1994年、1994年-1995年、1999年-2002年、2007年-2009年。他們與現今的愛沙尼亞改革黨及愛沙尼亞祖國聯盟（Pro Patria Union）曾合組中間偏右的政府。该党在2022年7月18日与爱沙尼亚改革党和祖国党结盟重新执政，组成为卡娅·卡拉斯的第二届内阁。

## 外部連結
- 官方网站  （文）
- 愛沙尼亞的社會民主青年人 （页面存档备份，存于）